# Ratenj
Ratenj (furlansko Dartigne, italijansko Artegna) je občina v nekdanji Pokrajini Videm v avtonomni deželi Furlaniji - Julijski krajini. Občina ima 2.854 prebivalcev. 

## Naselja
- Aplia / Aplie
- Artegna / Dartigne
- Monte / Mont
- Salt
- Sornico / Surnins
- Sotto Castello / Sot Cjiscjel
- Sottomonte / Somont